# Samuel Sánchez
Samuel Sánchez González (Oviedo, 5 de febrero de 1978) es un exciclista profesional español. Pasó a profesionales en el año 2000 con el equipo vasco Euskaltel-Euskadi, donde se mantuvo hasta 2013. Tras la desaparición de este equipo, fichó por el BMC Racing Team para 2014.
Entre sus victorias como profesional destacan una etapa en el Tour de Francia, cinco etapas en la Vuelta a España y en especial la medalla de oro en los Juegos Olímpicos de Pekín 2008 en la prueba de ciclismo en ruta.
Sobresalió en las clásicas y en carreras de una semana, sobre todo en las de recorrido accidentado y bajadas sinuosas. Su temporada se solía centrar en dos picos de forma: uno en primavera para disputar la Vuelta al País Vasco y Clásicas de las Ardenas y otro en septiembre y octubre para disputar la Vuelta a España y el Campeonato Mundial de Ciclismo en Ruta.

## Trayectoria deportiva

### Ciclismo juvenil y amateur
Se formó en las categorías inferiores del Club Ciclista Colloto (Oviedo) dirigido por José Manuel Fuente donde se formó como ciclista desde la categoría alevín. En su región, Asturias, obtuvo victorias en las categorías de cadetes y juveniles, donde, junto a ciclistas como Benjamín Noval consiguió numerosos éxitos (dieciséis pruebas ganadas en total), entre ellos el subcampeonato de España de fondo en carretera de categoría cadete en 1994 con la selección asturiana.
Su vida deportiva cambió definitivamente en 1996 cuando en una concentración de la categoría juvenil española en la Vuelta a Vizcaya, Miguel Madariaga, presidente de la Fundación Euskadi, le ofreció incorporarse a la estructura vasca recomendado por su hijo, Mikel Madariaga, masajista de aquella selección.

#### Traslado al País Vasco
Con dieciocho años pasó a la categoría de sub-23 con el equipo vizcaíno Olarra, (predecesor del Orbea), donde estuvo tres temporadas. En la segunda de ellas coincidió con Julián Gorospe como director con el que también dio sus primeros pasos en el campo profesional, temporadas mínimas que marcan los estatutos del Euskaltel-Euskadi para ser considerado «formado en una cantera vasca». En el Olarra logró diecinueve victorias. Pese a todo, sus primeros meses en Vizcaya no fueron fáciles ya que no se adaptó al frío ambiente del piso de jóvenes promesas que la formación vasca tenía en Galdácano, por ello decidieron trasladarle a Güeñes donde convivió con el mecánico del Euskaltel-Euskadi, Tomás Amezaga, en un ambiente más familiar. Finalmente en el año 2000 pasó al equipo Euskaltel-Euskadi donde debutó como profesional.

### Ciclismo profesional

#### Comienzos en el profesionalismo

##### 2000-2002: debut
A pesar de no conseguir victorias en esos primeros años obtuvo buenos puestos entre los que destacan el segundo en el Tro Bro Leon,  quinto en el Campeonato de España de Ciclismo en Ruta 2000, cuarto en la Vuelta al Algarve y décimo en la Vuelta al País Vasco en 2002. Pese a los resultados, su primer año fue complicado ya que sufrió una tendinitis rotuliana en la rodilla derecha que paró casi en seco su progresión y sobre todo por la muerte por cáncer de su madre, hecho que le marcó durante gran parte de su vida como profesional.

##### 2003: primeros buenos resultados
En 2003 comenzó a destacar logrando ser segundo en el Tour de Haut-Var y en la Clásica de Primavera, tercero en la Vuelta al País Vasco (al ser la gran revelación de la carrera y al ayudar, además, a su líder del equipo Iban Mayo), quinto en la Subida al Naranco, sexto en la Lieja-Bastogne-Lieja (siendo el gran animador de la prueba en la parte final) y noveno en la París-Niza. Además, cruzó en primer lugar la meta en Oviedo en la última etapa de la Vuelta a Asturias pero le descalificaron por un sprint irregular.

##### Grandes Vueltas
Su debut en este tipo de pruebas llegó en el Tour de Francia 2002, siendo eliminado en la duodécima etapa por llegar fuera de control junto con su compañero de equipo Gorka González y el francés François Simon tras llegar a más de 50 minutos de ganador Lance Armstrong. Terminó de la misma forma el Tour 2003, esta vez en la octava etapa con final en Alpe d'Huez (etapa que ganó Iban Mayo) por lo que no pudo finalizar ninguna de las Grandes Vueltas que disputó durante esos cuatro años. En las dos ediciones completó la contrarreloj por equipos dentro del tiempo de su equipo, no quedándose rezagado de sus compañeros. Además, en la edición de 2003 se libró de una caída en la primera etapa en línea saltando por encima de varios ciclistas, en esa misma edición acabó en el grupo principal en la primera etapa de montaña con final en Morzine (un día antes de su fuera de control).

##### Buenas carreras, ninguna victoria
Especialmente durante los primeros cinco años como profesional se le achacó el tener poca visión de carrera ya que o atacaba mucho o por el contrario no salía a ataques importantes, por lo que no conseguía tener la suerte necesaria para conseguir triunfos. Con la experiencia mejoró obteniendo una mayor regularidad en sus resultados, por lo que pudo así obtener incluso buenos puestos en carreras de tres semanas y, al año siguiente, conseguir la primera carrera como profesional para dedicársela a su madre.

#### Primeras victorias

##### 2004
Sus primeras victorias llegaron en la Escalada a Montjuic de 2004 donde ganó las dos etapas, la clasificación general y la clasificación de la regularidad. Además, durante esa temporada obtuvo como puestos destacables el tercero en las clasificaciones generales de la Vuelta Andalucía (y ganar, además, la clasificación de la combinada) y Bicicleta Vasca, cuarto en las clásicas Lieja-Bastogne-Lieja y Subida al Naranco, octavo en la Vuelta al País Vasco y decimoquinto en la clasificación de la Vuelta a España.

##### 2005
En la temporada 2005 consiguió su primera gran victoria en la decimotercera etapa de la Vuelta España con final en el Santuario de la Bien Aparecida (tras un error de Mauricio Ardila confundiendo el lugar de la meta) siendo además segundo en decimoquinta etapa y décimo en la clasificación general final (tras la desclasificación por dopaje de Roberto Heras). Además, a final de temporada, ganó de nuevo la Escalada a Montjuic gracias a ganar en la contarrreloj final. Otros puestos destacados durante esa temporada fueron el segundo en la Vuelta a Asturias, el quinto en el Campeonato de Zúrich, el décimo en la Clásica de San Sebastián y el decimoséptimo en el Giro de Italia.

#### 2006
En el año 2006 se dio a conocer internacionalmente realizando una gran temporada. Al comienzo salieron a relucir errores tácticos del pasado perdiendo el pódium en la París-Niza en la última etapa en favor de Toni Colom, relegándose a la cuarta plaza, aunque obtuvo el premio secundario de la regularidad. Pocas semanas después logró reivindicarse ganando dos etapas en la Vuelta al País Vasco con un sexto puesto en la clasificación general (a pesar de que salió como líder y como «segundo favorito», por detrás de Alberto Contador, en la contarrreloj final). Después fue segundo en la clásica Flecha Valona y obtuvo una victoria de etapa en la Vuelta a Asturias. Tras este buen primer ciclo de temporada renovó con el Euskaltel-Euskadi hasta 2008.
En el final de la temporada obtuvo el triunfo en la decimotercera etapa de la Vuelta España, atacando en la bajada del Alto de Castillo con final en Cuenca. Finalmente acabó séptimo en la clasificación general de la carrera española. Después consiguió la victoria en el G. P. de Zúrich, un segundo puesto en las clásica Giro de Lombardía y otro segundo en la Escalada a Montjuic. Gracias a sus buenos puestos en carreras UCI ProTour logró el segundo puesto en la clasificación final de dicho circuito.
También destacó su actuación en el Campeonato del Mundo en Ruta, consiguiendo el cuarto puesto tras ejercer de lanzador de Alejandro Valverde.

#### 2007

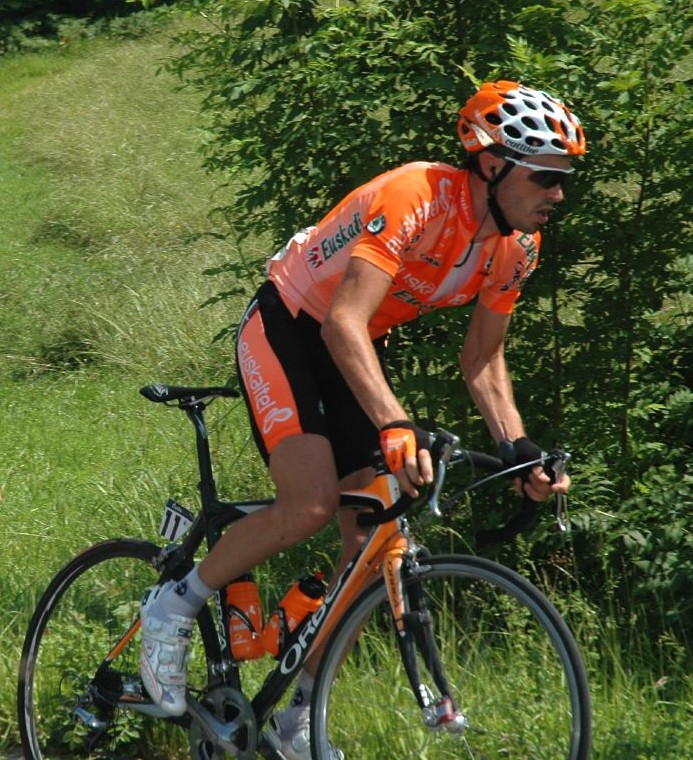
Samuel Sánchez subiendo Sánta Águeda (Guipúzcoa), en la Bicicleta Vasca 2007.

Comenzó la temporada con un noveno puesto en la clasificación general de la París-Niza y un tercero en la de la vuelta al País Vasco, ganando además la última etapa contrarreloj, a pesar de sufrir una pájara en la etapa anterior. En las clásicas no pudo destacar ya que llegó mermado por una mononucleosis en la garganta. A causa de esas molestias alargó su pico de forma disputando tres carreras más a finales de mayo y junio en las que obtuvo una victoria de etapa en la Volta a Cataluña como único resultado destacado, otro resultado mencionable fue el séptimo que consiguió poco después en la Bicicleta Vasca.
Tras afirmar durante la temporada que su objetivo en el final de la temporada era lograr el pódium y una etapa en la Vuelta a España, logró ese objetivo (tercer puesto) por detrás de Denis Menchov y Carlos Sastre, además de conseguir el triunfo en tres etapas (decimoquinta etapa, decimonovena etapa y vigésima etapa); gracias a ganar en la vigésima etapa logró desbancar del pódium a Cadel Evans. Después de la Vuelta fue séptimo en el Mundial en Ruta, tercero en el Giro de Lombardía y segundo en la clasificación general de la Escalada Montjuic.
 Tras acabar la temporada se operó de unos fibromas surgidos en la vuelta a España.

#### 2008: regreso al Tour y oro olímpico
A principios de 2008 renovó contrato hasta 2010 y cambió totalmente de planteamiento respecto a las temporadas anteriores, por ello apenas se le vio en los primeros meses de competición, solamente apareció en algunas etapas de la Vuelta a Castilla y León y Vuelta a Asturias (en esta con una victoria de etapa), ya que enfocó su temporada en el Tour de Francia, logrando el séptimo lugar en la clasificación general de la ronda gala (sexto tras la desclasificación por dopaje de Bernhard Kohl), consiguiendo como mejor puesto parcial un segundo obtenido en la 17.ª etapa con final en Alpe d'Huez, precisamente el mismo final que provocó su retirada por fuera de control en la edición de 2003.
Pocas semanas después, y tras obtener un séptimo puesto en la Clásica de San Sebastián, formó parte del equipo que disputó los Juegos Olímpicos logrando la medalla de oro en la prueba de ciclismo en ruta. Esta fue la primera medalla de la historia para España en esta modalidad, siendo asimismo la medalla número 98 (99 según el COE) de España en los Juegos Olímpicos; además logró ser sexto en la prueba contrarreloj logrando un diploma olímpico en esa disciplina. Hasta finales de año, gracias a la medalla, fue invitado a multitud de actos de homenaje tanto en Asturias como en el País Vasco.
Tras su triunfo olímpico Samuel tuvo derecho a una prima especial por objetivos situada en torno a los 400 000 euros, cantidad que haría variar el ajustado presupuesto del equipo, que se sumaban a los 600.000 euros anuales de sueldo. Además, por su parte, su cláusula se situaba en 900.000 euros cifra bastante asequible para equipos potentes. Finalmente, tras diversas reuniones con el mánager Miguel Madariaga, Samuel acordó un aumento en su sueldo, inferior a sus pretensiones iniciales, aunque su fin de contrato se mantendría en 2010.

#### 2009
En 2009 volvió a su calendario habitual para disputar Vuelta al País Vasco y clásicas de primavera en abril y Vuelta a España y el mundial en septiembre. A principios de enero descartó problemas en una de sus rodillas, aunque tras una caída en la París-Niza le volvieron a surgir esos dolores, lo que le trastocaron la primera parte de la temporada llegando a sus objetivos principales del mes de abril con menos días de competición de los previstos. Después de esos problemas volvió a la competición consiguiendo la victoria en el Gran Premio de Llodio, esfuerzo que le hizo sentir de nuevo unas pequeñas molestias en la rodilla. En la Vuelta al País Vasco fue tercero tras acabar en esa posición en las etapas decisivas de Arrate y contrarreloj de Zalla y ser segundo en la primera etapa con final en Ataun; esos buenos puestos le hicieron alzarse con la clasificación de la regularidad en la carrera vasca. Poco después fue cuarto en la Flecha Valona y décimo en la Lieja-Bastogne-Lieja. En la Vuelta a Asturias salió como principal favorito, pero en la etapa reina no pudo filtrarse en la fuga que a la postre decidiría la carrera, teniéndose que conformar con la clasificación de la regularidad. Poco después fue cuarto en la Subida al Naranco y para finalizar su primer ciclo de la temporada fue noveno en la Volta a Cataluña.
En la Vuelta a España salió con el n.º 1, tras la renuncia de Alberto Contador de defender su victoria del año anterior, donde consiguió la segunda posición a 55 segundos del ganador Alejandro Valverde. Diferencia en contra que se fraguó sobre todo en la novena etapa con final en Xorret de Catí donde perdió casi 50 segundos respecto al ganador final de la vuelta. El propio Samuel Sánchez dijo que perdió la vuelta en esa etapa y lamentó no haberse alzado con la contrarreloj de Toledo -finalizó a solo cinco segundos del ganador David Millar-.
En el Campeonato Mundial de Ciclismo, celebrado en Mendrisio (Suiza), Samuel Sánchez finalizó en cuarta posición, repitiendo el puesto obtenido en el 2006. Su última carrera de la temporada fue el Giro de Lombardía donde finalizó en segunda posición, por detrás del belga Philippe Gilbert, lo que le hizo alzarse con el tercer puesto en la clasificación individual del recién estrenado UCI World Ranking (sucesor de la clasificación del UCI ProTour).

#### 2010: de nuevo al Tour
En 2010 renunció a participar en las Clásicas de las Ardenas para disputar el Tour de Francia. Pese a ello, al contrario de lo hecho dos años antes, si corrió a buen nivel las carreras de inicio de temporada con el objetivo de ganar la Vuelta al País Vasco. Además, una vez finalizase el Tour no descartó su participación Vuelta a España. Poco antes de comenzar la Vuelta al País Vasco anunció sorpresivamente que finalmente si correría esas clásicas para dar por finalizado su primer ciclo de temporada, aunque su director, Igor González de Galdeano, volvió a indicar que no las correría hecho que Samuel confirmó una vez acabada la Klasika Primavera que ganó, diciendo que después de esa carrera descansaría dos semanas (justo cuando se disputan esas carreras belgas).

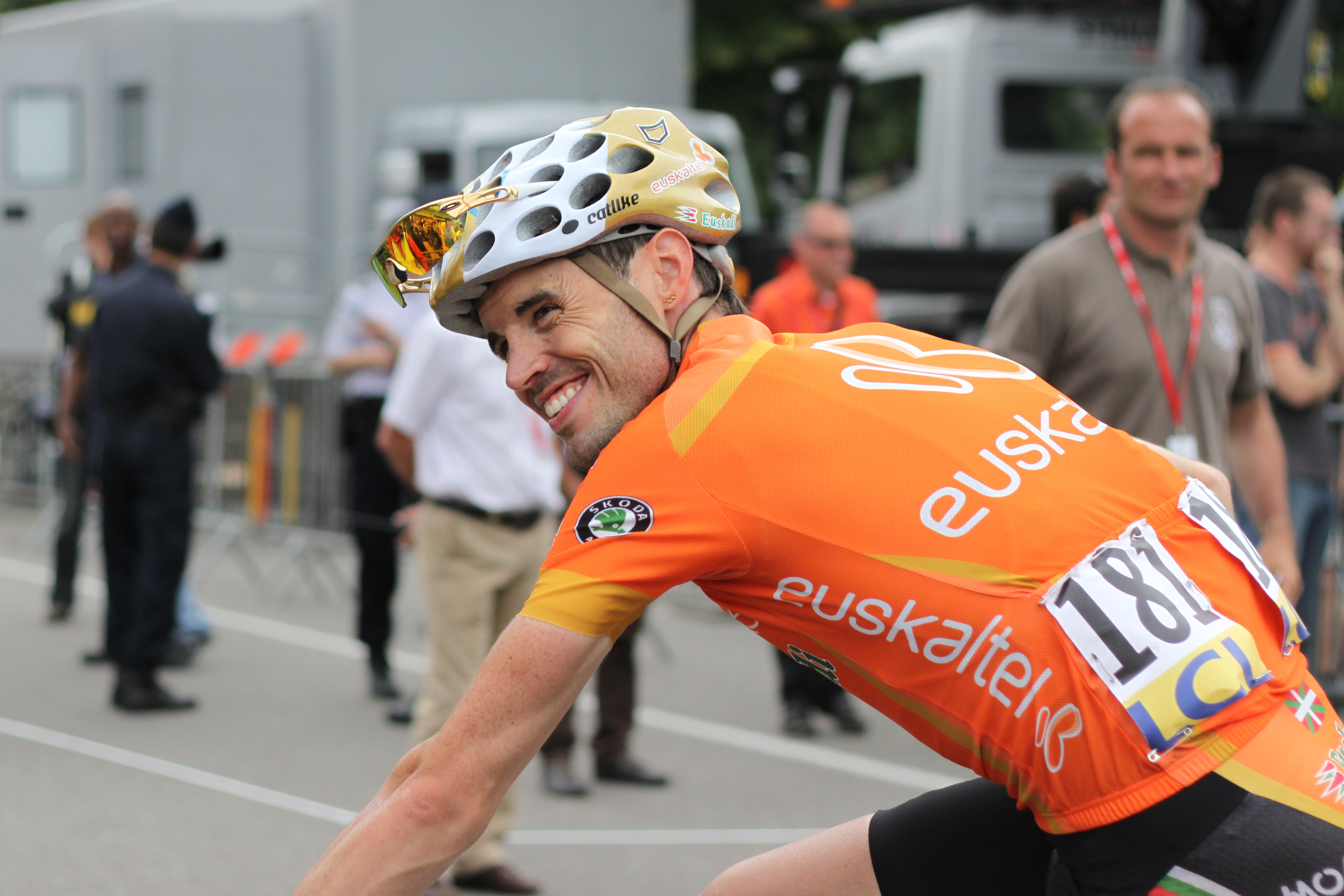
Samuel Sánchez, en el Critérium du Dauphiné 2010.

En su primera carrera de la temporada, la Vuelta al Algarve, finalizó quinto. Después consiguió el mismo puesto en la París-Niza (aunque posteriormente fue subido a la cuerta posición tras la sanción a Alejandro Valverde por el Caso Valverde) y el cuarto en el Criterium Internacional. Ya en la Vuelta al País Vasco Samuel no llegó con los mejores en la primera etapa con final en Ciérvana con lo que enterró sus opciones al triunfo final. Pese a ello ganó la quinta etapa con final en Arrate y pudo remontar hasta la octava plaza (séptimo tras la sanción a Valverde). Tras acabar la ronda vasca, al día siguiente ganó la Klasika Primavera. Dos meses después volvió a la competición disputando la Dauphiné Libéré como preparación al Tour.

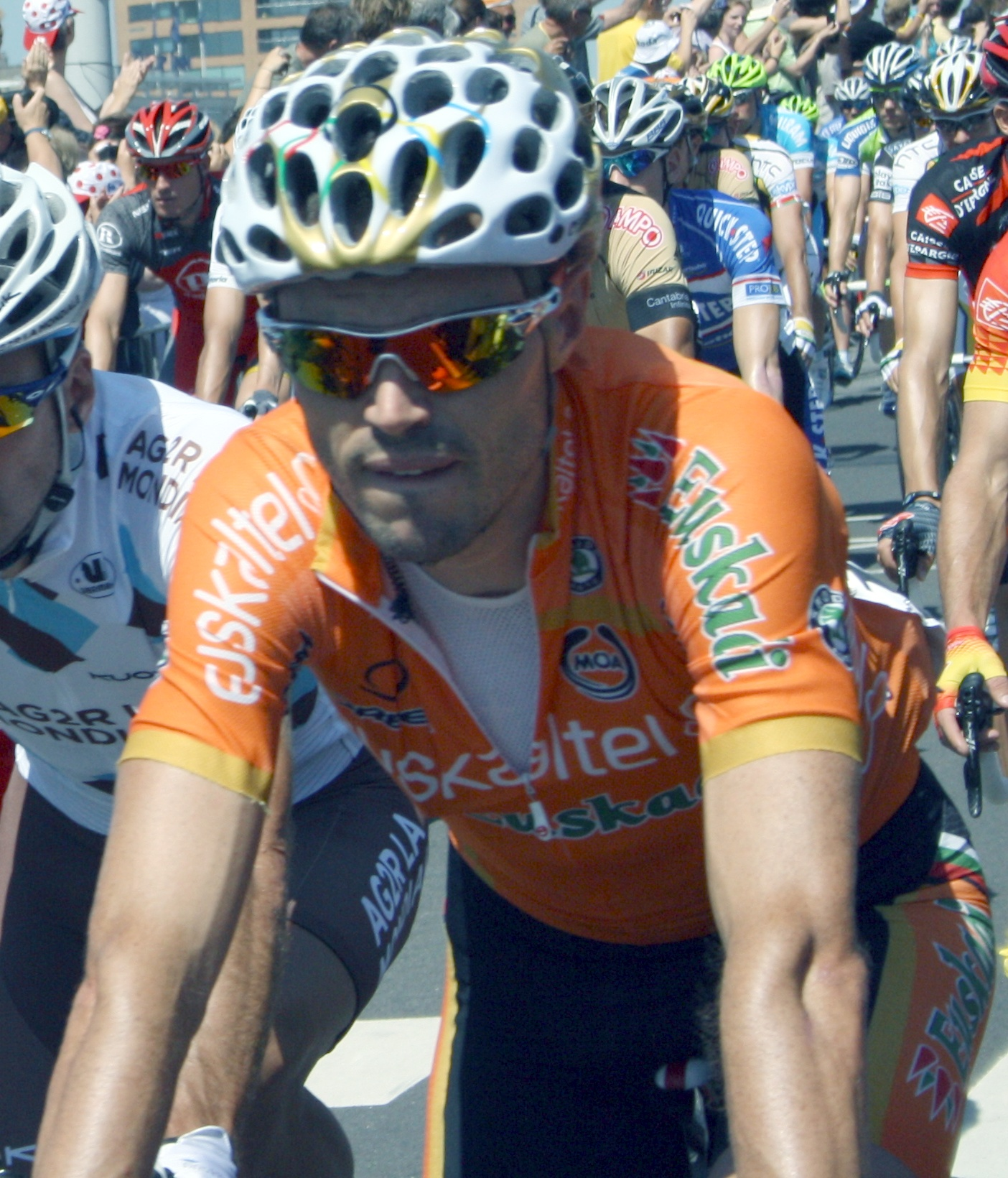
Samuel Sánchez, en el Tour de Francia 2010.

##### Luchando por el podio del Tour
En la ronda gala tuvo una gran actuación, con un segundo puesto en la primera etapa de alta montaña, octava etapa. En la siguiente etapa, consiguió la octava posición pero debido a la posición retrasada de otros corredores se situó la tercera posición provisional en la clasificación general en ese momento. Tras una dura caída en la etapa con final en el Tourmalet, consiguió recuperarse y atacar al ruso Denis Menchov, con quien luchaba por la tercera posición, para sacarle 8 segundos en la línea de meta. Finalmente, terminó cuarto en el Tour al perder 2 minutos con Menchov en la contrarreloj final, aunque más de un año después fue adelantado a la tercera posición debido a la sanción por dopaje del ganador Alberto Contador a causa del Caso Contador.
Después del Tour se diagnosticó que en su caída sufrió una pequeña fisura en el radio de la mano derecha aunque, como estaba previsto, no le afectó durante el resto de la temporada. Ya en 2014, se produjo la descalificación de Denis Menchov de los tours de 2009, 2010 y 2012, por motivos de dopaje, lo que otorgó a Samuel Sánchez la segunda posición en el de 2010, pues también se había descalificado a Alberto Contador anteriormente.

##### Renuncia a la Vuelta y últimas victorias de la temporada
Tras su buen Tour decidió renunciar a participar en la Vuelta a España, aun así corrió otras carreras de menos días donde obtuvo buenos resultados, siendo el gran dominador de la Vuelta a Burgos (general, dos etapas y clasificación de la regularidad); y consiguiendo tres top-ten en clásicas puntuables para el UCI World Ranking: Clásica de San Sebastián (noveno) y Gran Premio de Montreal y Giro de Lombardía (sexto).

#### 2011
En 2011 volvió a su calendario clásico de carreras volviendo a disputar las Clásicas de las Ardenas. A finales de febrero comenzó a destacar con un noveno puesto en la Vuelta a Andalucía en la que además consiguió un segundo puesto al esprint en la última etapa solo superado por Óscar Freire; y poco después fue quinto en la París-Niza.

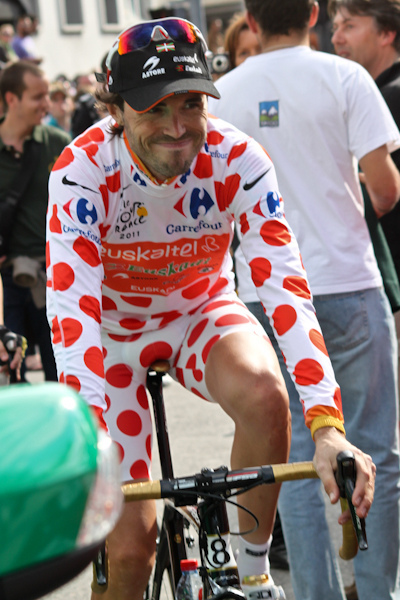
Samuel Sánchez, con el maillot de la montaña del Tour de Francia 2011.

Su primera victoria llegó el 2 de abril en el Gran Premio Miguel Induráin. Tres días después consiguió un nuevo triunfo en la cuarta etapa de la Vuelta al País Vasco (de nuevo en Arrate), sin embargo no pudo entrar en el podio de la ronda vasca al finalizar sexto a pesar de sus optimistas declaraciones de cara a la contrarreloj final. Posteriormente corrió las mencionadas Clásicas de las Ardenas acabando tercero en la Flecha Valona y décimo en la Lieja-Bastoña-Lieja como resultados más destacados.

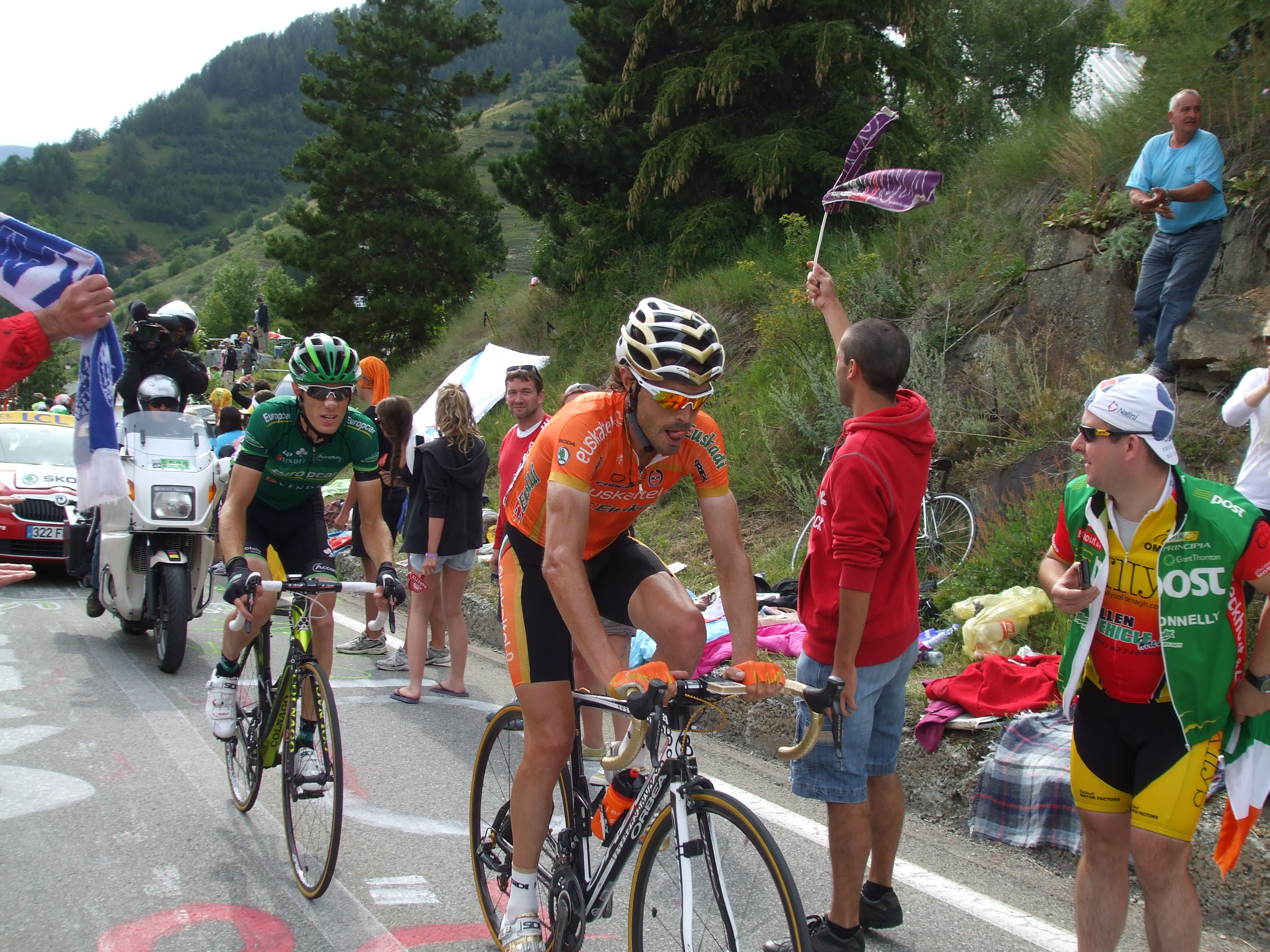
Samuel Sánchez subiendo Alpe d'Huez en la 19.ª etapa del Tour de Francia 2011 junto a Pierre Rolland.

Tras mes y medio sin disputar carreras en junio corrió la Critérium del Dauphiné donde quedó 17.º. Posteriormente, casi un mes después disputó el Tour de Francia donde de nuevo fue uno de los grandes protagonistas de la carrera. Ganó la primera etapa de alta montaña con final en Luz Ardiden y gracias a otros buenos puestos en dichas etapas montañosas (segundo en una etapa con final en Plateau de Beille y Alpe d'Huez) logró alzarse con la clasificación de la montaña. Además fue quinto en la clasificación general tras la sanción a Alberto Contador, en principio quinto, por dopaje. Por otra parte fue noveno en la clasificación por puntos.
Tras su exitoso Tour disputó la Clásica de San Sebastián donde fue 8º y la Vuelta a Burgos donde fue 7.º. En la Vuelta a Burgos, a pesar de ser uno de los grandes favoritos, cedió en la última etapa con final en Lagunas de Neila dando permiso a su compañero Mikel Landa a que se marchase para lograr la victoria tras su buen trabajo realizado en los kilómetros anteriores. Tras Burgos no consiguió más resultados destacados.

#### 2012: Vuelta al País Vasco

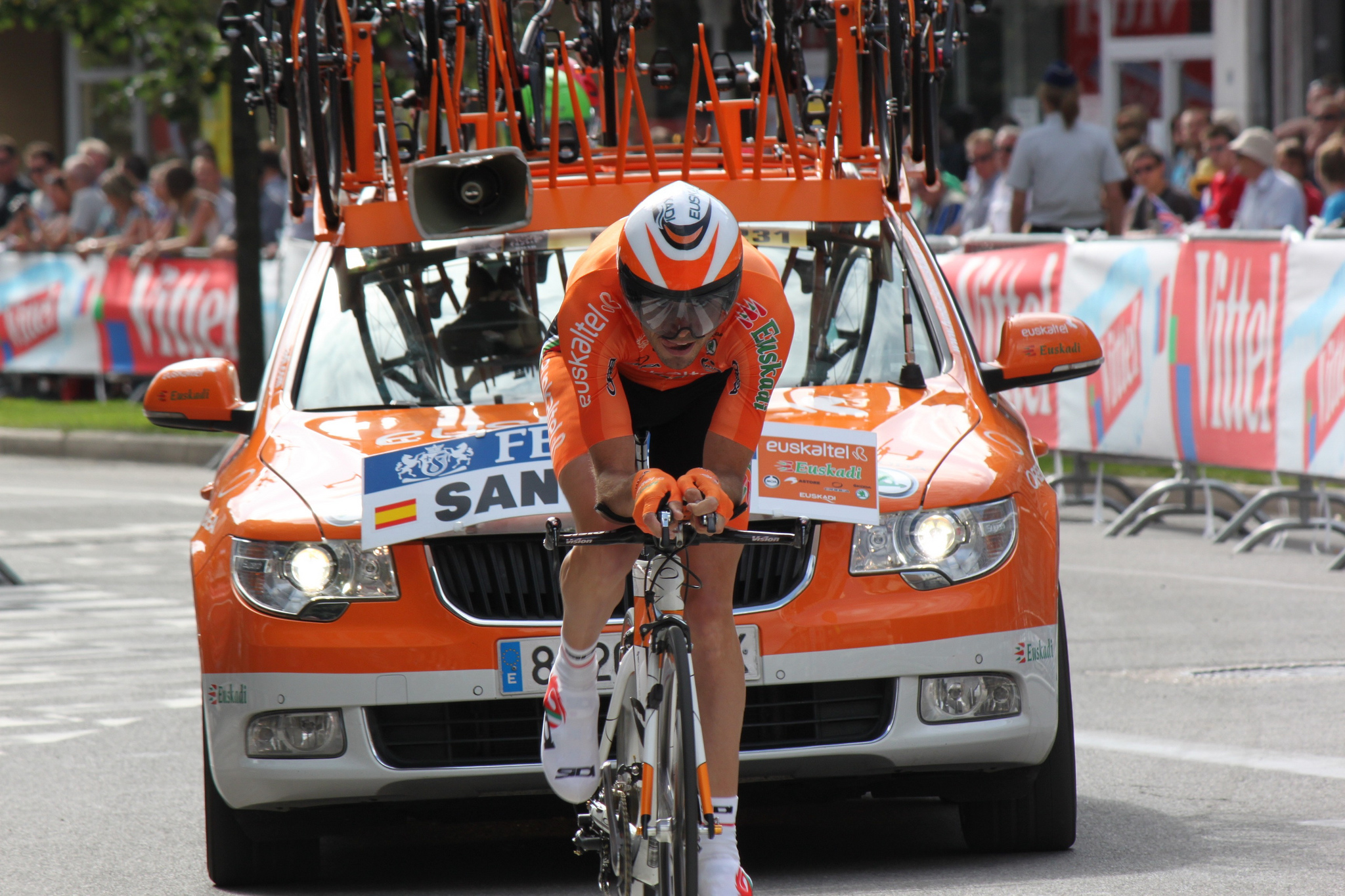
Samuel Sánchez, durante el prólogo del Tour de Francia 2012.

Antes de las concentraciones iniciales del equipo, en noviembre de 2011, fue operado de unas calcificaciones en la cadera lo que provocó que comenzase con cierto retraso la preparación de la temporada. Aun así a nivel global tuvo uno de sus mejores inicios de temporada. Se centró en el calendario español, no disputando la París-Niza, siendo sexto en la Vuelta a Murcia después de aparecer también en los primeros puestos en una etapa de la Vuelta a Andalucía (tercero en la cuarta etapa).
Tal y como declaró en febrero de ese año su primer gran objetivo iba a ser la Vuelta al País Vasco a la que llegó en un gran estado de forma ya que la semana anterior a dicha prueba ganó una etapa en la Volta a Cataluña que le alzó hasta la segunda posición en esa vuelta de la misma categoría de la ronda vasca. En la Vuelta al País Vasco se hizo con la etapa final en Arrate, al igual que el año anterior, que le puso líder de la prueba. Sin embargo, al día siguiente perdió el liderato en favor de Joaquim Rodríguez que se impuso en las dos jornadas siguientes. Finalmente Samu logró vencer en la contrarreloj final lo que le valió para alzarse con la carrera vasca con 12 segundos de ventaja sobre Rodríguez. Posteriormente fue séptimo en la Amstel Gold Race y en la Lieja-Bastoña-Lieja.
Se segundo gran objetivo fue el podio del Tour de Francia 2012 en la que se presentó tras un muy discreto Critérium del Dauphiné tres semanas antes. Tras las seis primeras etapas del Tour se situó 12.º
pero en la séptima etapa sufrió una caída en la novena etapa abandonando el Tour y no pudiéndose recuperar para ir a los Juegos Olímpicos de Londres donde iba a disputar la prueba contrarreloj y en ruta.
Tampoco fue a la Vuelta a España con lo que cerró su primera temporada en siete años sin quedar entre los 10 primeros de una Gran Vuelta. En su lugar corrió el Tour de Gran Bretaña acabando 14.º donde ayudó a Pablo Urtasun a ganar una etapa, Samuel en ella fue cuarto.

##### En busca de puntos para el equipo y renovación
Debido a que a lo largo de la temporada no consiguió los puntos necesarios para colocarse entre los primeros del UCI WorldTour 2012 tuvo que disputar las últimas carreras de la temporada con la responsabilidad de obtener puntos para garantizar la categoría del equipo destacando en el Giro de Lombardía con un segundo puesto. Ese resultado fue, junto al cuarto puesto en la mencionada etapa de la Vuelta a Gran Bretaña, los únicos «puntos de mérito» que consiguió en ese final de temporada (en septiembre) tras los que obtuvo en abril donde acumuló la mayor parte de sus puntos.
Sin embargo, a pesar de que Samuel consiguiese esos objetivos (9.º del UCI WorldTour), el equipo tuvo que refundarse en busca de más puntos fichando extranjeros en un nuevo equipo llamado Euskaltel Euskadi (sin guion) lo que produjo una gran polémica interna entre los viejos y los nuevos propietarios del equipo, además de controversia entre los aficionados. Estos nuevos propietarios firmaron en agosto un nuevo contrato con Samuel por 3 años.

#### 2013
El equipo tuvo principio de temporada muy discreto en el que solo se destacó en el Tour Down Under y no se consiguieron victorias. Esto puso en el punto de mira al líder del equipo, Samuel, y este se disculpó aduciendo que él no tenía que asumir responsabildidades en cuanto a resultados hasta el Giro de Italia en mayo. Samu solo apareció en los puestos delanteros en algunas etapas aisladas de la Tirreno-Adriático y en la Vuelta al País Vasco, en los meses de marzo y abril, lo que le permitió acabar entre los 20 mejores en ambas pruebas.
En su segundo Giro siguió esa tendencia y solo destacó en algunas etapas aisladas: la 4.ª donde fue 5.º (4.º tras la desclasificación de Mauro Santambrogio), la 14.ª donde fue 3.º y en la contrarreloj de la 18.ª donde fue 2.º; acabando definitivamente en el puesto 12.º (11.º tras la desclasificación de Santambrogio). Aprovechando su estado de forma también disputó, pocos días después de finalizar el Giro, el Critérium del Dauphiné donde consiguió vencer en la 7.ª etapa, que a la postre sería su única carrera ganada de la temporada, finalizando en dicha prueba en la 9.ª posición.
Tras la finalización de la carrera francesa tuvo un descanso de dos meses hasta disputar la Vuelta a Burgos donde fue 8.º gracias a su regularidad ya que acabó todas las etapas entre el 4.º y el 18.º. Dos semanas después corrió la Vuelta a España como jefe de filas del conjunto Euskaltel, finalizando en la 8.ª posición.
Tras una caída en el Campeonato Mundial en Ruta dio por concluida su temporada, en la que a pesar de su optimismo por la temporada realizada no estuvo cerca del pódium en ninguna de las carreras que disputó y solo obtuvo un triunfo.

##### Desaparición del Euskaltel y futuro incierto
La difícil situación financiera del equipo, llevó a anunciar su desaparición 4 días antes de comenzar la Vuelta a España. Enterado de la situación, el piloto de Fórmula 1 Fernando Alonso (amigo personal de Samuel Sánchez), comenzó a realizar contactos con los propietarios del equipo con el fin de comprar la licencia y evitar que desapareciera. El 2 de septiembre se firmó un principio de acuerdo donde todos los contratos vigentes para 2014 y 2015 serían respetados. Pero el acuerdo final no llegó y el 23 de septiembre fue anunciada la desaparición definitiva del Eskaltel Euskadi.
Esto dejó a Samuel Sánchez en una delicada situación de cara a 2014 ya que la mayoría de los equipos ProTeam tenían sus plantillas prácticamente armadas. Además, por el contrato que lo ligaba hasta 2015, debía negociar con Euskaltel la ruptura del mismo, para quedar libre de fichar por otra formación. Mientras por un lado las negociaciones se extendieron en el tiempo, tampoco encontraba un equipo donde correr.
El 23 de diciembre llegó a un acuerdo económico con su exequipo que puso fin al contrato, pero a pesar de su deseo de continuar corriendo las opciones cada vez eran menos. Algunos informaciones lo vincularon con el Tinkoff-Saxo o con el Omega Pharma-Quick Step. También hubo algunos sondeos del Wanty-Groupe Gobert, del Cofidis y hasta se mencionó al Colombia.

#### 2014-2016

##### Fichaje por el BMC

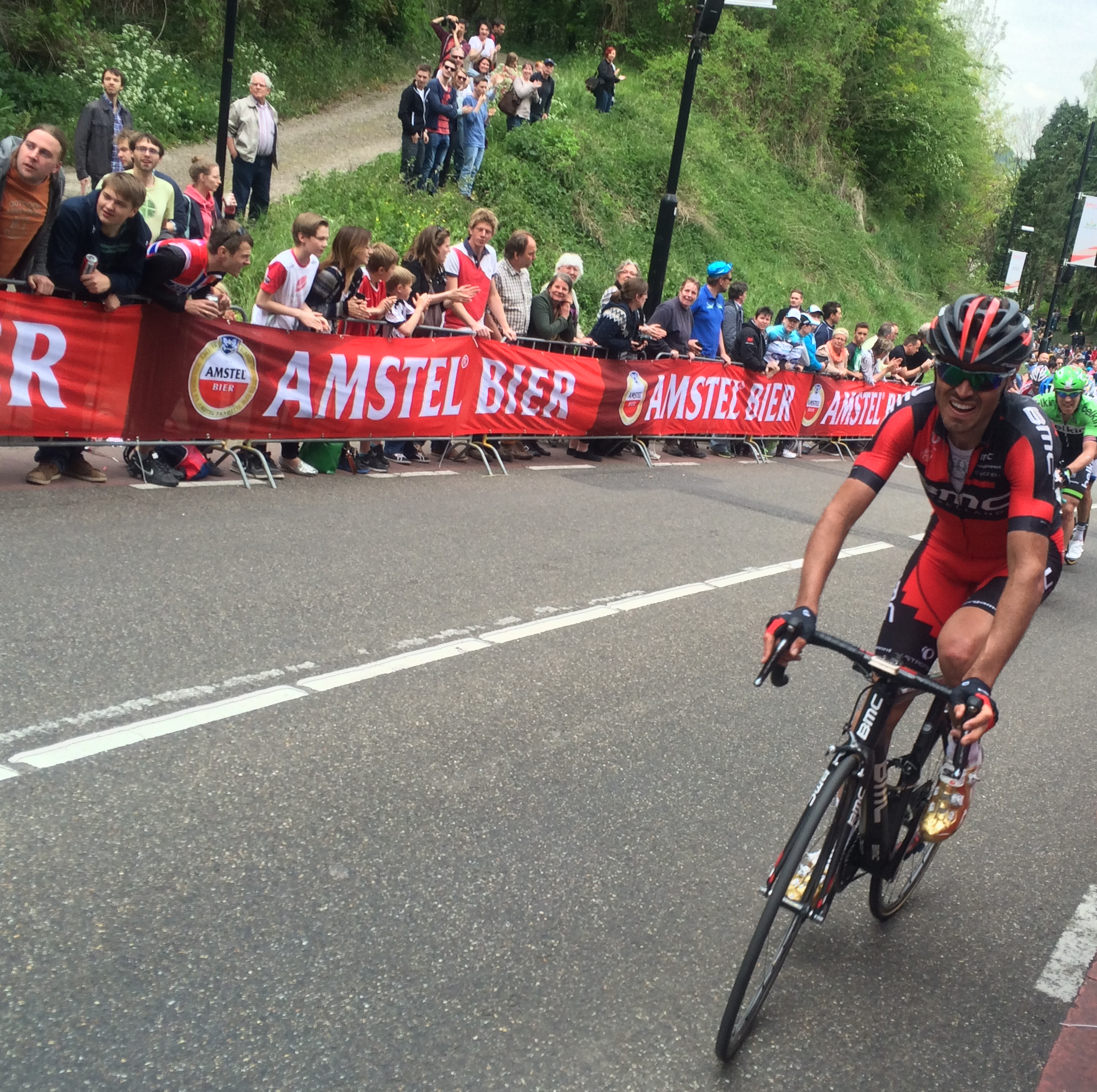
Sánchez durante la Amstel Gold Race 2014 con el BMC Racing Team.

Comenzó la temporada 2014 y continuaba sin equipo. Molesto con algunas formaciones que según dijo ni siquiera le contestaban sus llamadas, el 30 de enero declaró en Radio Euskadi que en un plazo de 10 o 15 días iba a decidir su futuro y si no encontraba equipo definitivamente abandonaría el ciclismo. Tres días después, el BMC Racing Team anunciaba en su página web la incorporación de Samu a las filas del equipo estadounidense, con contrato desde el 1 de febrero.

##### Temporada discreta y renovación por un año más
Si la temporada 2013 fue discreta los primeros meses de esta 2014 siguió esa tendencia negativa ya que su mejor resultado hasta junio fue un 15.º en la Vuelta al País Vasco 2014 gracias, en parte, al finalizar en tercera posición en la cuarta etapa con final en Arrate. No obstante fue muy significativo el trabajo de equipo que realizó en la Amstel Gold Race realizando un duro ataque que respondieron parte de los favoritos para que su compañero Philippe Gilbert pudiese atacar sin que esos corredores tuviesen fuerzas para responder ese segundo ataque. Finalmente Gilbert logró la victoria con varios segundos de ventaja.
A partir de agosto su temporada fue mejor. Del 3 al 9 de dicho mes corrió el Tour de Polonia finalizando 12.º. Dos semanas después se presentó en la Vuelta a España como líder del equipo junto a Cadel Evans. En la Vuelta no destacó en demasía ya que su mejor puesto de etapa fue un quinto, sin embargo, su gran regularidad le propició que lograse acabar sexto cumpliendo parte de sus objetivos ya que previamente afirmó que deseaba estar «en el top 10 o 5 de la carrera, además de un triunfo de etapa». No obstante, en ningún momento tuvo opciones reales de subir más puestos ya que el quinto, Fabio Aru, acabó con casi 5 minutos de ventaja sobre el asturiano. Posteriormente corrió el Giro de Lombardía (Il Lombardia) donde fue quinto, aunque fue criticada la táctica utilizada por él ya que atacó en el descenso final cuando según los medios especializados tendría que haber controlado la carrera y dirigir el grupo sin atacar para que Philippe Gilbert tuviese opciones de vencer en el esprínt del grupo ya que su equipo era el único con dos corredores para facilitar esa táctica. Finalizó la temporada con un 13er puesto en el Tour de Pekín esta vez ayudando a Gilbert para que ganase la carrera.
Tras recibir una oferta de renovación que Samuel no aceptó su equipo comunicó que no contaban con él para la próxima temporada.
Sin equipo, se dedicó, de forma muy breve al ciclocrós corriendo dos carreras. En la primera de ellas, con el maillot del BMC, se impuso en el Campeonato de Asturias (carrera regional) aunque no se le otorgó el título ya que corrió mediante invitación. Ese triunfo le dio derecho a participar en el Campeonato de España de Ciclocrós. Ya con un nuevo maillot de MMR Bikes, debido a que finalizó su contrato con BMC, se presentó en dicho campeonato nacional aunque sin opciones de destacar debido a que por ranking le perteneció la parte trasera de la parrilla de salida. Acabó 32.º de 59 corredores que finalizaron.
A principios del año 2015 renovó por el BMC por una temporada más. El propio Philippe Gilbert se mostró públicamente satisfecho por esta renovación dando por cerradas las posibles polémicas que pudieron haber surgido tras lo ocurrido en el último Giro de Lombardía.

##### Buen Tour y nueva renovación

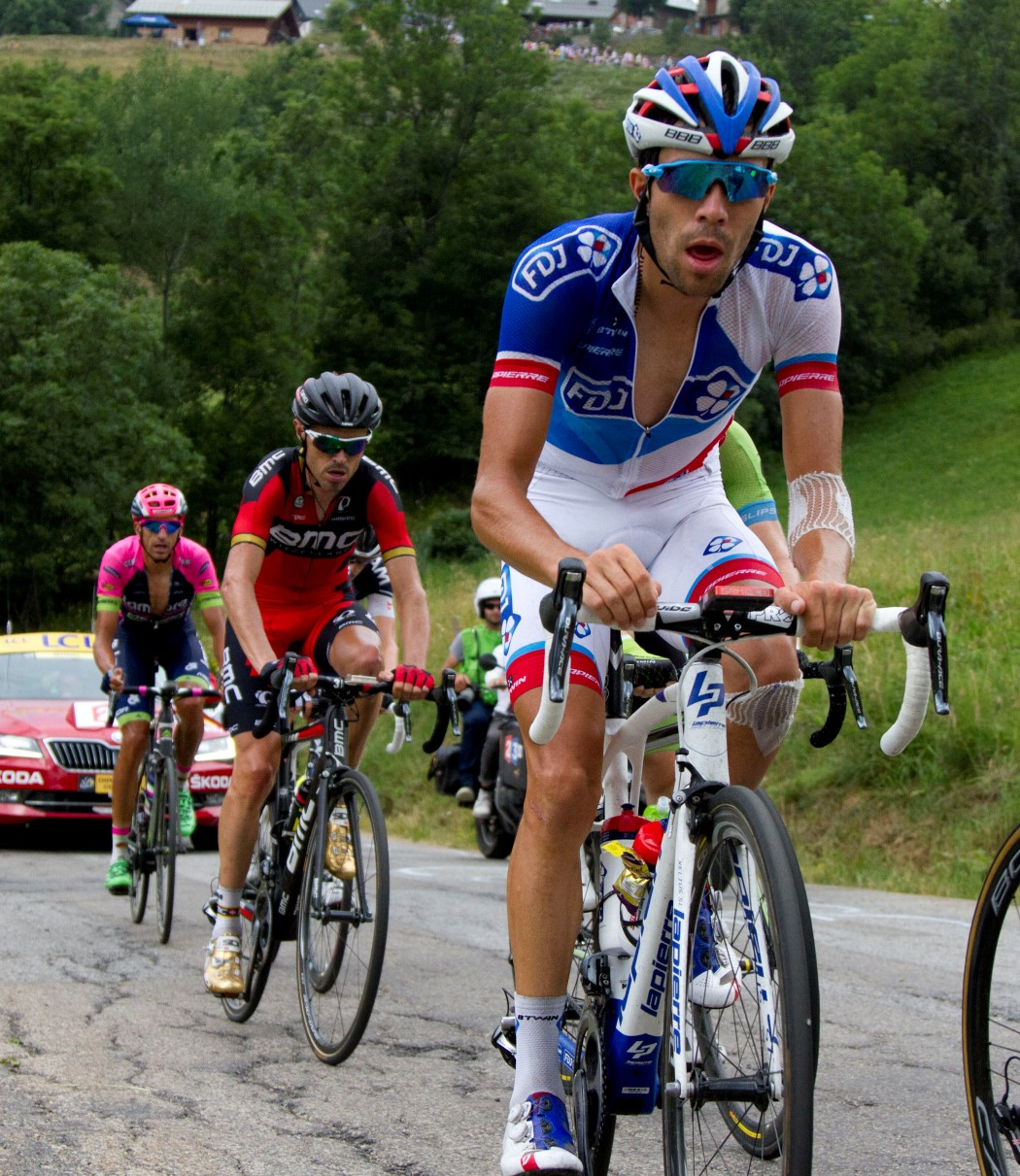
Samuel Sánchez persigue la rueda de Thibaut Pinot durante el Tour de Francia 2015.

De nuevo tuvo un inicio de temporada algo discreto siendo sus mejores resultados un 15.º en la Strade Bianche y un 13.º en la Vuelta al País Vasco. Su mejor resultado antes del Tour de Francia lo logró en la primera edición del Tour de Yorkshire, en mayo, al finalizar 2.º tras ser 4.º en dos etapas.
Aunque no tenía decidido si acudir al Tour de Francia o a la Vuelta a España finalmente corrió las dos pruebas. En la ronda gala mostró de nuevo una gran regularidad ayudando a su líder Tejay Van Garderen. Incluso Samu logró entrar con el mismo tiempo en la contrarreloj por equipos que ganó su formación, cosa que no ocurrió un mes antes en el Critérium del Dauphiné que llegó a casi 4 minutos del tiempo de su equipo (que también ganó aquella contrarreloj). Todo ello supuso su renovación de contrato por una temporada más que se anunció en el segundo día de descanso, en ese momento iba 14.º en la general a pesar de ayudar a su líder que iba 3.º. Sin embargo, este abandonó enfermo a 6 días de finalizar, justo un día después de dicha jornada de descanso. Finalmente Samuel acabó el Tour en 12.ª posición. Su mejor resultado parcial, sin contar la crono por equipos, fue un 10.º en la 19.ª etapa.
Al igual que en el Tour su líder de equipo en la Vuelta iba a ser Van Garderen con él como segunda opción.
En 2016 optó por disputar la Vuelta a España acudiendo como jefe de filas. A pesar de no realizar buenos puestos en las etapas y no codearse con los grandes escaladores, se encontraba 7.º en la clasificación general a falta de la contrarreloj individual en la 19.ª etapa. En el transcurso de la contrarreloj, perdió el control de su bici, cayendo al asfalto provocándole grandes heridas. A pesar de que logró pasar por la línea de meta, las lesiones producidas por la caída le obligaron a abandonar y a no tomar la salida a falta de 2 días para el final de la ronda española.

#### 2017-2019

##### Positivo por dopaje y retirada
El 17 de agosto de 2017 se dio a conocer que había dado positivo en un control antidopaje fuera de competición realizado el 9 de agosto. La sustancia que se encontró en los análisis fue GHRP-2, un liberador de la hormona del crecimiento. El positivo obligó al BMC Racing Team a quitarle de la lista de inscritos para la Vuelta a España a falta de 2 días para su inicio. Samuel Sánchez siempre se mostró negativo a la idea del dopaje, tratando de demostrar su inocencia a la espera del contraanálisis. Tras varias semanas, se comprobó que la muestra B confirmaba los resultados del positivo, siendo expulsado por su equipo al momento de conocerse el positivo.
Tras quedarse sin equipo y con una suspensión provisional por parte de la Unión Ciclista Internacional, abandonó el ciclismo profesional.
En mayo de 2019 la UCI resolvió el caso con 2 años de sanción para el asturiano, sin sanción económica, y asegurando que la sanción pudo deberse a «un suplemento contaminado».

#### 2020-2022
Después de que lo hayan sancionado por dopaje, ganó el eslalon gigante de esquí en el Campeonato de España en categoría de mayores de cuarenta años de edad.
También se dedica a su academia de ciclismo.

## Vida personal
A los tres años montaba en minimoto por el taller de su padre de ahí se afirma que comenzó su habilidad para las bajadas de los puertos. Sus padres se separaron cuando él era pequeño, y se crio con su madre quien le enseñó a valerse por sí mismo por ello gran parte de sus victorias se las dedica a ella.
Está casado y tiene dos hijos.

### Apoyo al idioma asturiano
En el año 2008 se adhirió a la campaña Doi la cara pola oficialidá, en favor del reconocimiento del asturiano como cooficial de Asturias.

## Palmarés
| 2004 - Escalada a Montjuic, más 2 etapas 2005 - 1 etapa de la Vuelta a España - Escalada a Montjuic, más 1 etapa 2006 - 2 etapas de la Vuelta al País Vasco - 1 etapa de la Vuelta a Asturias - 1 etapa de la Vuelta a España - Campeonato de Zúrich - 2.º en el UCI ProTour 2007 - 1 etapa de la Vuelta al País Vasco - 1 etapa de la Volta a Cataluña - 3.º en la Vuelta a España, más 3 etapas 2008 - 1 etapa de la Vuelta a Asturias - Juegos Olímpicos en Ruta 2009 - Gran Premio de Llodio - 2.º en la Vuelta a España - 3.º en el UCI World Ranking | 2010 - 1 etapa de la Vuelta al País Vasco - Klasika Primavera - Vuelta a Burgos, más 2 etapas - 2.º en el Tour de Francia 2011 - Gran Premio Miguel Induráin - 1 etapa de la Vuelta al País Vasco - 1 etapa del Tour de Francia, más clasificación de la montaña - 1 etapa de la Vuelta a Burgos 2012 - 1 etapa de la Volta a Cataluña - Vuelta al País Vasco, más 2 etapas 2013 - 1 etapa del Critérium del Dauphiné 2016 - 1 etapa de la Vuelta al País Vasco |

## Resultados

### Grandes Vueltas
| Carrera | Carrera         | 2000 | 2001 | 2002  | 2003  | 2004 | 2005 | 2006 | 2007 | 2008 | 2009 | 2010 | 2011 | 2012 | 2013 | 2014 | 2015 | 2016 | 2017 |
| ------- | --------------- | ---- | ---- | ----- | ----- | ---- | ---- | ---- | ---- | ---- | ---- | ---- | ---- | ---- | ---- | ---- | ---- | ---- | ---- |
|         | Giro de Italia  | —    | —    | —     | —     | —    | 17.º | —    | —    | —    | —    | —    | —    | —    | 12.º | 24.º | —    | —    | —    |
|         | Tour de Francia | —    | —    | F. c. | F. c. | —    | —    | —    | —    | 6.º  | —    | 2.º  | 5.º  | Ab.  | —    | —    | 12.º | —    | —    |
|         | Vuelta a España | —    | —    | —     | —     | 15.º | 11.º | 7.º  | 3.º  | —    | 2.º  | —    | —    | —    | 8.º  | 6.º  | Ab.  | Ab.  | —    |

### Vueltas menores
| Carrera | Carrera              | 2000 | 2001 | 2002 | 2003 | 2004 | 2005 | 2006 | 2007 | 2008 | 2009 | 2010 | 2011 | 2012 | 2013 | 2014 | 2015 | 2016 | 2017 |
| ------- | -------------------- | ---- | ---- | ---- | ---- | ---- | ---- | ---- | ---- | ---- | ---- | ---- | ---- | ---- | ---- | ---- | ---- | ---- | ---- |
|         | París-Niza           | —    | —    | 12.º | 9.º  | —    | —    | 4.º  | 9.º  | —    | Ab.  | 4.º  | 5.º  | —    | —    | —    | —    | —    | —    |
|         | Tirreno-Adriático    | —    | —    | —    | —    | —    | —    | —    | —    | —    | —    | —    | —    | —    | 18.º | —    | —    | —    | —    |
|         | Volta a Cataluña     | —    | —    | —    | —    | —    | —    | 13.º | 15.º | —    | 9.º  | —    | —    | 2.º  | —    | 45.º | 68.º | 29.º | 33.º |
|         | Vuelta al País Vasco | —    | —    | 10.º | 3.º  | 8.º  | Ab.  | 6.º  | 3.º  | —    | 3.º  | 7.º  | 6.º  | 1.º  | 15.º | 15.º | 13.º | 6.º  | Ab.  |
|         | Vuelta a Suiza       | —    | —    | —    | —    | —    | —    | —    | —    | —    | —    | —    | —    | —    | —    | —    | —    | Ab.  | —    |

### Clásicas, Campeonatos y JJ. OO.
| Carrera                 | Carrera                 | 2000 | 2001          | 2002          | 2003          | 2004 | 2005          | 2006          | 2007          | 2008 | 2009          | 2010          | 2011          | 2012 | 2013          | 2014          | 2015          | 2016 | 2017 |
| ----------------------- | ----------------------- | ---- | ------------- | ------------- | ------------- | ---- | ------------- | ------------- | ------------- | ---- | ------------- | ------------- | ------------- | ---- | ------------- | ------------- | ------------- | ---- | ---- |
| Strade Bianche          | Strade Bianche          | —    | —             | —             | —             | —    | —             | —             | —             | —    | —             | —             | —             | —    | —             | 39.º          | 15.º          | —    | —    |
|                         | Milán-San Remo          | —    | —             | 20.º          | —             | 20.º | —             | 48.º          | —             | —    | —             | —             | —             | —    | —             | —             | —             | —    | —    |
| Amstel Gold Race        | Amstel Gold Race        | —    | —             | —             | —             | —    | 81.º          | 15.º          | 15.º          | —    | 14.º          | —             | 56.º          | 7.º  | —             | 62.º          | 31.º          | 27.º | —    |
| Flecha Valona           | Flecha Valona           | —    | —             | —             | 17.º          | 12.º | 40.º          | 2.º           | 27.º          | —    | 4.º           | —             | 3.º           | —    | —             | 34.º          | 103.º         | 6.º  | 46.º |
|                         | Lieja-Bastoña-Lieja     | —    | —             | Ab.           | 6.º           | 4.º  | 82.º          | 15.º          | 13.º          | —    | 10.º          | —             | 10.º          | 7.º  | 37.º          | 31.º          | 29.º          | 4.º  | 52.º |
| Clásica San Sebastián   | Clásica San Sebastián   | —    | —             | —             | —             | Ab.  | 9.º           | 92.º          | 105.º         | 7.º  | 49.º          | 9.º           | 7.º           | Ab.  | —             | —             | 18.º          | 87.º | —    |
| Bretagne Classic        | Bretagne Classic        | —    | 75.º          | —             | —             | —    | —             | —             | —             | —    | —             | —             | —             | —    | —             | —             | —             | —    | —    |
| GP. de Zúrich           | GP. de Zúrich           | —    | Ab.           | —             | —             | Ab.  | 5.º           | 1.º           | —             | X    | X             | X             | X             | X    | X             | X             | X             | X    | X    |
| Gran Premio de Quebec   | Gran Premio de Quebec   | X    | X             | X             | X             | X    | X             | X             | X             | X    | X             | 12.º          | Ab.           | —    | —             | —             | —             | —    | —    |
| Gran Premio de Montreal | Gran Premio de Montreal | X    | X             | X             | X             | X    | X             | X             | X             | X    | X             | 6.º           | 17.º          | —    | —             | —             | —             | —    | —    |
| París-Tours             | París-Tours             | —    | —             | —             | —             | 29.º | —             | Ab.           | Ab.           | 28.º | 20.º          | —             | —             | —    | —             | —             | —             | —    | —    |
|                         | Giro de Lombardía       | —    | —             | —             | —             | —    | —             | 2.º           | 3.º           | 27.º | 2.º           | 6.º           | 30.º          | 2.º  | —             | 5.º           | Ab.           | 50.º | —    |
| JJ. OO. (Ruta)          | JJ. OO. (Ruta)          | —    | No se disputó | No se disputó | No se disputó | —    | No se disputó | No se disputó | No se disputó | 1.º  | No se disputó | No se disputó | No se disputó | —    | No se disputó | No se disputó | No se disputó | —    | ND   |
| JJ. OO. (CRI)           | JJ. OO. (CRI)           | —    | No se disputó | No se disputó | No se disputó | —    | No se disputó | No se disputó | No se disputó | 6.º  | No se disputó | No se disputó | No se disputó | —    | No se disputó | No se disputó | No se disputó | —    | ND   |
| Mundial en Ruta         | Mundial en Ruta         | —    | —             | —             | —             | —    | —             | 4.º           | 7.º           | 22.º | 4.º           | Ab.           | —             | 41.º | Ab.           | —             | —             | —    | —    |
| España en Ruta          | España en Ruta          | 5.º  | —             | —             | —             | —    | 25.º          | —             | —             | —    | —             | —             | —             | —    | —             | —             | —             | —    | —    |

—: no participa 

F. c.: descalificado por «fuera de control»

Ab.: abandono

## Equipos
- Euskaltel-Euskadi (2000-2012)
- Euskaltel Euskadi (2013)
- BMC Racing Team (2014-2017)

## Premios, reconocimientos y distinciones

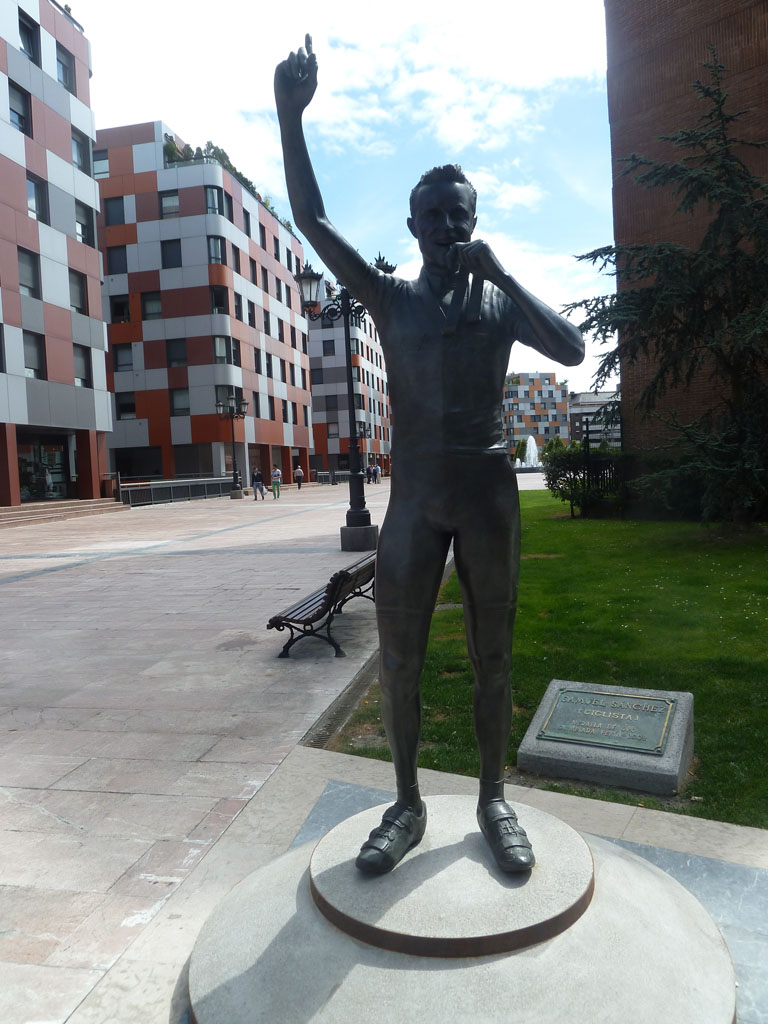
Estatua en honor a Samuel Sánchez en Oviedo.

- Premio «Ciudad de Oviedo» al mejor ciclista juvenil 1996 y 1997[150]
- Premio «Ciudad de Oviedo» al mejor ciclista en categoría absoluta 2000, 2003, 2004 y 2007[150]
- Mejor Deportista Asturiano 2006 (Asociación de Periodistas Deportivos de Asturias)[151]
- Premio Delfos 2008 (Asociación de Amigos del Deporte)[152]
- VIII Trofeo Pedro González[153]
- Mejor Deportista Vasco 2008 (El Correo)[154]
- Hijo predilecto de Oviedo[150]
- Premio Estímulo 2008 (MGD)[155]
- Premio Nacional del Deporte «Infanta Doña Elena» 2008[156]
- Real Orden del Mérito Deportivo 2009[157]
- En 2010 se inauguró una estatua en su honor en Oviedo que representa el momento en que se sube al podio al lograr la medalla de oro olímpica en Pekín[158]

| Distinción                                          | Año  |
| --------------------------------------------------- | ---- |
| Medalla de Oro de la Real Orden al Mérito Deportivo | 2009 |